# Nagy-Ugolyka
A Nagy-Ugolyka (más néven Velika-Ugolyka, Nagy-uglai-patak, Nagy-Ugolka, ukránul: Велика Уголька, Velika Uholka) folyó Kárpátalján, a Talabor bal oldali mellékvize. Hossza 27 km, vízgyűjtő területe 159 km². Esése 42 m/km. A Kraszna-havason, a Mencsely déli lejtőjén ered. Völgye V alakú, 20–70 m, néhol 100–200 m széles. Enyhén meanderező, egyes helyeken zúgós, kisebb vízesésekkel. A meder szélessége 1–2 métertől 20 méterig változik. Vize meghatározóan esőből származik. A jégképződés decembertől március közepéig tart. Vizét háztartási célra hasznosítják. Partjait helyenként megerősítették.

## Települések a folyó mentén
- Nagyugolyka (Велика Уголька)
- Uglya (Угля)

## Mellékvizek
Jelentősebb mellékvizei (zárójelben a torkolattól mért távolság):
- Kis-Ugolyka (jobb part, 3,2 km)